# Hyper→Highspeed→Genius
『Hyper→Highspeed→Genius』（ハイパーハイスピードジーニアス）はういんどみるから2011年6月24日に発売された18禁恋愛アドベンチャーゲームである。ブランド第10作目。略称は『HHG』。
続編にあたる『HHG 女神の終焉』についても本記事で扱う。
2023年4月20日にNintendo Switch版が発売された。

## Hyper→Highspeed→Genius
基本的に選択肢を選んでいく恋愛アドベンチャーゲームである。
序章が全7話で構成されており、7話の選択により皐月学園、聖ジュライ学園、水無月学園ルートに入りそれぞれの選択により各ルートに突入する。ヒロインにもよるが、基本的には12話程度で構成されている。聖女候補である翠名、サクラ、姫乃ルートの場合、聖女を目指すか否かの選択により2つのルートに分岐する。
聖女を目指すルートの最後の選択で「過去」（姫乃ルートでは「希望の過去」）を選ぶと聖女候補を選ぶ選択肢に戻る。

### 世界観（HHG）
400年前、一人の不思議な能力（ギフト）を持つ女性が『聖女』となって世界を作った。それは『ノア』と呼ばれるようになった。
そして現在。能力を持つ人は『守護者（ジーニアス）』と呼ばれ、一般人と暮らしている。

### あらすじ（HHG）
守護者・明智久司朗の下に妹の光理(ひかり)が守護者として戻ってきた。二人は町へと出ると友人の僚樹と出会い不思議な現象に立ち会い、現場へ行く途中、クラスメイトの翠名、聖女を熱く語るサクラ、冷徹さを漂わせる姫乃と行動を共にする。
そして現場へ着くと不思議な光に包まれる。そして、彼女らは聖女に選ばれた『聖女候補』となった。彼女たち『聖女』を選ぶため世界を巻き込んだ選挙が始まる。
久司朗は願望、いや野望を叶えるため悪魔・メフィストと契約し、候補たちに近づく。
だが、彼は利用するはずだった彼女たちに恋をするという予想外の事態に陥る。

### 登場人物（HHG）

#### 主人公
明智 久司朗（あけち きゅうしろう）
声 - 魁皇楽
- 能力：高速思考

本作の主人公。本来は一般人で、能力は幼い頃の努力と自己研鑽で手に入れた技術である。能力を手に入れたと家族に嘘の告白した際、親からは捨てられ妹からは逃げられ事故に遭い目を覚まさない身体にしてしまった事を後悔している。翠名、光理らとはクラスメイト。2年生。
現在は守護者として国に『時間停止』として登録しているため、一人暮らしをしていた。最近になって光理が来てからは2人暮らし。一人暮らしが長いため一通りの家事は出来る。顔や容姿にも恵まれており女子からの人気も高く、甘いマスクが評判。「教師らの印象もよく勉学の出来る優等生」というスタイルを作ってきた。
幼い頃から自己研鑽を重ね、普通の人間では持ちえない『能力』に近い「技術」を手に入れた。実際は守護者ではないため一般人と守護者との間に決定的な壁を感じ、世界を冷めた目で見ておりあきらめていたが、世界選挙の開催を機に守護者が絶対的権力を持つ現在の世界を破壊するという野望を抱き、それに反応したメフィストと契約を交わし『悪魔図書館』の主となる。
翠名からは「追い詰められれば追い詰められるほどやる気を出し手に負えなくなるタイプ」と評されているとおり、逆転の手を思いつき相手を翻弄するが、慢心しすぎると失敗が多くなってしまう。
主人公の視点である時はボイスは再生されないが、各ヒロインの視点に代わった時のみボイスが再生される。

#### 葉月学園
明智 光理（あけち ひかり） / メフィスト（Mephisto）
声 - 澤田なつ
- 能力：悪魔図書館・時間航行

久司朗と同い年の実妹として現れた悪魔で、彼とある契約を結ぶ。2年生。
久司朗の下に現れた際は悪魔としての記憶はなく、久司朗があるキーワードを口にすることで覚醒するように仕向けられていた。だがこれは彼女の意思ではなく、彼女自身自分が何者であるかを理解していない。そして己が何者であるかを確かめるため、九司朗と契約を結ぶ。悪魔図書館の管理者であり、久司朗が望めばどこでも入る事が出来、能力の検索なども手掛ける。ノアの存在を感じる事が出来るがある程度の感じでしか分からない。
表だって良い妹を演じると同時に久司朗を誘惑するようなセリフが多々見られる。冗談が本気か分からないようなセリフで回りを振り回しては楽しんでいる。しかし、まともに返されると言葉に詰まってしまう。
本来の妹は事故に遭い医師から目覚めないと診断されている。ノアにより本来の妹としての記憶が刷り込まれており本人に悪気はない。久司朗が区別するために「メフィストフェレス」と呼び、彼女本人から「メフィスト」と省略される形で落ち着いた。久司朗と二人きりの時はメフィストの名で呼ばれている。

#### 皐月学園
葉月 翠名（はづき すいな）
声 - 斉藤愛子
- 能力：論理回路

現皐月学園学生会長であり新聞部部長、久司朗らのクラスメイト。2年生。皐月学園理事長の娘。ノアが選定した聖女候補の一人。
幼い頃は有名で能力を使っていたが、政府からの提案をのむ代わりにある条件を提示し学園に通っている。久司朗のことを信頼しており、彼の思惑を知った後も好意を寄せ続けている。皐月学園から新聞部に入部しており、葉月学園移行後も設立、入部している。周りの人の未来を『視』て自分で行動することが多いが、光理が来てから久司朗の未来に不確定要素が多く発生し不安に駆られている。
久司朗に関するエッチな話題に敏感で頬を赤く染めている。
現状維持の世界を願っている。
光明寺 夢子（こうみょうじ ゆめこ）
声 - 日比谷小桃
- 能力：天目反射

皐月学園選挙陣営・新聞部のムードメーカー的存在。久司朗らの後輩。恥ずかしがりやで想いを寄せている久司朗との会話にのみ「～ッス」とつけている。
アイリスから「ボインサイドポニテ」と呼ばれるように右にまとめたサイドポニーテールと巨乳が特徴。実家は道場で、彼女自身も本気で取り組みたくとも能力のせいで上級者としか組むことが出来ない。それに加え、友人に肩を叩かれる等のスキンシップも意思と関係なく避けてしまうことに悩んでいる。本人は、痛いのが嫌で避けるようにしていたらいつの間にか目覚めてしまっていたと考えており、自分でチートみたいな能力と呼ぶ場面もある。
新聞部では主に取材を担当するが、相手の口車に簡単に乗ってしまうため、かじ取り役が同行しないと先へと進めない。
春秋 詩子（しゅんじゅう うたこ）
声 - 五行なずな
- 能力：拒絶観測

久司朗らの先輩であり最上級生。元皐月学園学生会長。
読書好きで図書館内の配置を熟知しており、資料探しには重宝されている。あまりに図書館へ入り浸っているため借りパクもある程度見逃されているが、卒業する際には返すとしている。着痩せするタイプで隠れ巨乳。
読書好きが高じて能力に目覚めてから、諜報・スパイにと悪用しようとする大人たちから拒絶し、自分の世界を守るために研鑽を積み重ねた結果、皐月学園で有数の守護者になっていた。久司朗と翠名が出会う前から知っており、自分と同じだと知ってから想いを寄せていた。

#### 聖ジュライ学園
サクラ＝ウィンザー（Sakura Windsor）
声 - 真中海
- 能力：修正天使

現聖ジュライ学生会長を務める2年生で、どこかしら抜けているお嬢様。「～ですの」といった丁寧な口調で話す。ノアが選定した聖女候補の一人。
妹のアイリスとメイドのカエデと共に葉月学園敷地内の教会に住んでいる。箱入りのお嬢様で何も知らなかったが『聖女』の事を知ると強いあこがれを見せる。あらゆることに努力する一方、料理に関しては難があり、学園祭時に出されたイチゴ入りのたこ焼きを美味しく食べる場面もある。
能力である修正天使には、自らを犠牲にするというデメリットがあり、アイリスとカエデから使用を強く禁止されている。
階級社会の世界を望んでいる。
アイリス＝ウィンザー（Iris Windsor）
声 - 杏子御津
- 能力：実行不能

サクラの妹であり、護衛も務めている。久司朗らの後輩。
姉の事が大好きなシスコンであり、姉を守るためなら誰が敵であろうと排除する冷徹さを持つ。能力を使わなくても渡り合える実力を持っており、誰かの背後を取ることも得意とする。基本的に口が悪く久司朗らに毒を吐くが、光理とは仲が良く意気投合している。
姉を守るために特化した能力と言ってもいいほどだが、大半は敵を排除するために使用しており、この能力に打ち勝つ事が出来たのは夢子、パティ（実力勝負では久司朗のみだが聖ジュライ学園シナリオのみ）。
雪見 カエデ（ゆきみ カエデ）
声 - 加賀ヒカル
- 能力：日輪庭園

サクラとアイリスに仕えるメイドであり、彼女たちにとっては姉のような存在である。元聖ジュライ学園学生会長。3年生。
サクラ達と共に幼い頃を過ごしてことから、2人の能力についてもすべて把握している。聖ジュライ学園の参謀的存在で判断の大半は彼女が取り仕切っている。1000のメイド殺人技というものがあり、実戦向きの体術で流派は関係なく様々な技がある。
仕える人のコンディションなどを把握し、それに合わせたお茶を出すのがメイドの勤めというようにカエデに合った能力。この能力を生かし相手の行動を読み作戦を練るのが彼女の役割でもあるが、戦闘向きではない能力。

#### 水無月学園
時雨里 姫乃（しぐれさと ひめの）
声 - 雲雀鈴愛
- 能力：鋼鉄乙女

水無月学園の学生会長を務める1年生。ノアが選定した聖女候補の一人だが、ノアの破壊を目標としている。
裏社会を生きているだけあり、命をよく狙われている。表情や態度から感情が読みにくいが、京香やパティには分かるらしく、強い信頼を置いている。聖女に選ばれても冷静に状況を見詰めているが何を考えているか分からない。
本当は久司朗と同じく一般人。守護者ではないと知った両親から与えられた特殊な薬により、皮膚を固くするなどして守護者として偽ってきた一方、幼少期には薬の副作用で死にかけたことがある。また、本人は薬の副作用が体型に影響している点を気にしている。後に疑似能力ではない「鋼鉄乙女」を手に入れる。
実はカナヅチで泳げないのは能力のせいだと言い張る。
実力主義の世界を望んでいる。
刀条院 京香（とうじょういん きょうか）
声 - 小町多すずえ
- 能力：禁猟区域

姫乃の部下を務める1年生。京傘に仕込んだ刀を武器としており、能力と合わせて敵を倒してきた。任務や命令に忠実で命令であれば男性の前で服を脱ぐことも辞さない。しかし、中身は年頃の少女のもので、その手の話にも興味がある素振りを見せる。
実家が調停役を買って出る事が多いため、裏社会にも精通しており、剣技を磨いており能力と技法「縮地」と合わせて使っている。また、戦闘能力はアイリスと互角である。
パトリシア・ランカスター（Patricia Lancastar）
声 - 佐藤しずく
- 能力：唯我独尊

姫乃の部下で、詩子の同級生でもある。某国のプリンセスで、本来なら聖ジュライ学園に入学するはずだったが、父親の仕事の関係で水無月学園へ入学した。かつては水無月学園の学生会長を務めており、校則をすべて変更したことがある。明るく元気で気楽な性格から、コントロールしやすく軽くあしらわれている。
実家は最新兵器や薬などで富を築いてきており、自分の能力を疑似的に再現する兵器を作り上げるなど技術の粋は高い。ゲーニアンらの武器の手配もしている。

#### サブキャラクター（HHG）
西九条 真之介（にしくじょう しんのすけ）
声 - 髭内悪田
- 血液型：O型

皐月学園で教師をしていたが、ノアが目覚めたことで葉月学園へと異動してきた。選挙管理委員会責任者。
生徒らからの信頼も厚く、話の分かる教師として評判は高い。
九頭竜坂 僚樹（くずりゅうざか りょうき）
声 - 堀川忍
- 能力：天火布武

皐月学園における久司朗の同級生だった人物。久司朗を「キュウ」と呼ぶ。
実家が『聖女』に関する伝承などを守ってきた家系のため多少は詳しい。ガタイは良いものの、女がらみのうわさがないことを気にしている。ノアが目覚めたことで選挙管理委員として葉月学園へ編入してきた。しかし、体の良いパシリとして使われている事が多々ある。
本編で彼の能力について触れる事はなく、本人もあまり気にしていなかった。
ユリウス・猿山（ユリウス・えんざん）
声 - 木島宇太
- 能力：遠隔把握

皐月学園における久司朗の同級生だった人物。久司朗との出会いにより、一般人を見下す考えを改め、久司朗を尊敬している。
久司朗が皐月学園以外の学園の選挙参謀を務めると、ユリウスが皐月学園の選挙参謀となる。
「聖女」アナ
声 - 澤田なつ
メフィストによく似た女性で、全ての可能性を体験した久司朗の前に現れる。

### 用語（HHG）
聖女
世界を破滅から救ったとされる女性。世界の長『世界長』。
久司朗や光理らの夢に幾度か登場する。何かを祈っているようだが顔がはっきり見えない。
秘宝「ノア」（Noah）
聖女が使ったとされる秘宝。
伝説になるほど強い力を秘めており、次期聖女を決めるために翠名、サクラ、姫乃を選定した。聖女を選んだ瞬間から聖女が願った世界へと作り上げる力がある。
なぜか光理にだけ気配を感じられる。悪魔図書館ともリンクしておりノアが再び眠りに付くと光理も一緒に眠りについてしまい、その間は図書館も利用できなくなる。また、次に目覚めるのは誰も分からない。
能力（ギフト / Gift）
天から授かったもので様々な種類がある。普通の人間には使えない。
守護者（ジーニアス / Genius）
能力を使う人間の事で、能力を発動する際に目の色が変わる。ギフトを持ったことで「自分は選ばれた人間」と考え一般人を卑下する者もいる一方、その反対もあり恐怖の対象として見られており、守護者をめぐる争いも絶えない。
育成校に通うことが条件で、国から援助を受けられ、育成校のある街に家まで用意されるなど、ある程度優遇される。しかし、久司朗のような技術を能力のように見せつけることでも守護者となれるため、実際の線引きが難しい。
世界長選挙
ノアにより選定された翠名、サクラ、姫乃の中から聖女（＝世界長）を決めるために行う選挙の事。
投票する権利を持つのは各学園から選ばれた300名の優秀な学生で世界中が注目している。
選挙参謀
各学園の選挙陣営が秘密裏に雇うことが出来る参謀の事。
各シナリオでは久司朗が務めている。皐月学園シナリオ以外ではユリウスが皐月学園の参謀を務める事となる。
葉月学園
聖女を決めるために設立された学園。ノアが目覚める時期と場所が予測された場所に設立されており、国の認可が下りるまで時間もなかったためリゾート地と申告し建設がすすめられたあまり褒められない建て方をした学園。
リゾート地として建設していた事もあり、学園内は広く敷地内に教会やプライベートビーチや合宿所などがある。
皐月学園
久司朗らが通っていた学園。守護者の育成学園となっている。
聖ジュライ学園
世界でも有数のお嬢様学園。守護者の育成学園となっている。
水無月学園
表立って情報の少ない学園。裏社会に関わりの多い人間が在籍している。
守護者の育成学園となっているが、実力主義が基本のため一般人もいる。特殊部隊でもある私設軍「ゲーニアン」がおり、最新の装備に加え対守護者の戦闘も出来る。
守護者失踪事件
久司朗が全ての可能性を体験し、一つの選択をした世界で発生した事件。
強い守護者が次々と失踪してしまう事件。犯人を誰も見ていなく、一度に複数人消えてしまい、学園の恐怖を煽った。昔にも同じような事件が発生した事があるとカエデは報告している。
最初の犠牲者は僚樹。次々と失踪者が出ていく中で能力を失っていく生徒を見かけるようになる。
「ノアの意思」がひきおこした事件。
学園祭
選挙が延期になった時に開催される学園行事。

### スタッフ（HHG）
- キャラクターデザイン・原画 - ユキヲ、ミヤスリサ
- シナリオ - サイトウケンジ、三日堂、深山ユーキ
- サウンド - 羽鳥風画

### 主題歌（HHG）
オープニングテーマ「Heavenly Kiss」
作詞 - RUCCA / 作曲・編曲：中山真斗（Elements Garden） / 歌 - μ
エンディングテーマ「Ever Never」
作詞 - Le ciel / 作曲・編曲 - 藤田淳平（Elements Garden） / 歌 - 澤田なつ
エンディングテーマ「Never Ending」
作詞 - RUCCA / 作曲・編曲 - 菊田大介（Elements Garden） / 歌 - 真中海、斉藤愛子、雲雀鈴愛

### 受容
| 部門名       | Getchu.com |
| ------------ | ---------- |
| 総合         | 19位       |
| シナリオ     | 6位        |
| グラフィック | 13位       |
| 音楽         | 7位        |
| システム     | 圏外       |
| ムービー     | 圏外       |
| エッチ       | 圏外       |

Getchu.comによる「美少女ゲーム大賞2011」での結果は右表の通り。総合部門とキャラクター部門では、主人公のキャラクター性を評価する声が寄せられた。またキャラクター部門では、ほかの登場人物もキャラクターが立っていたという声も寄せらえた。

## 女神の終焉
『HHG 女神の終焉』は『HHG』の続編にあたる。世界観やゲームの流れなどは同一である。
前作と同様、Nintendo Switch版では2023年10月26日に発売された。

### あらすじ（女神の終焉）
記憶を失った久司郎は【公立葉月学園】で聖女という言葉に頭痛を覚えた。
謎の人物・零月に襲われた久司郎はメフィストに救われ、さらに「君が世界を壊すための相棒のようなもの」と自己紹介された。
何故記憶を失ったのか、そしてどんな記憶を失ったのか、零月に襲われる理由を探るために行動を開始する。

### 登場人物（女神の終焉）
明智 久司朗（あけち きゅうしろう）
声 - 魁皇楽
- 能力：なし

HHGに引き続き、本作の主人公。
前作と同一人物であることを匂わせてはいるが詳細は一切不明。
公式内のキャラクター紹介では高速思考（ハイパーハイスピード）は能力ではなく技術とされている。
「世界を破壊する者（コードブレイカー）」と零月には呼ばれている。
中二病であり、クローゼットの中には黒いマントがあるほか、光理やサリーからもそのような言及がある。

#### 公立葉月学園
明智 光理（あけち ひかり） / メフィスト（Mephisto）
声 - 澤田なつ
- 能力：悪魔図書館（メフィスト時のみ）

HHGの同名キャラとの関連は不明。
聖女候補を超えるジーニアス計測値を記録している。メフィストは「前の世界での相棒であった」と自己紹介した。

#### 都立弥生学園
奇稲田 撫子（くしなだ なでしこ）
声 - 桐谷華
- 能力：時間停止（クロノアルター）

産まれた時から高い計測値であり、聖女に一番近い人物と言われている。
勉強熱心だが若干空回り気味で、意図せずに下ネタを口にしてしまう事もある。
聖女に最も近いと言う立場から、学園での人気も高く、登下校時は、多くの生徒に囲まれている。
西九条 綾媛（にしくじょう あやひめ）
声 - 小倉結衣
- 能力：明鏡止水（ミラーシェイド）

聖女候補の護衛として育てられた生徒で、撫子とは弥生学園からの付き合い。
兄の真之介同様、高い身体能力を持っていて、眠そうな目をしながらも周囲に気を配っている。

#### 軍立聖エイプリル学園
フィアナ・アストレイア
声 - みる
- 能力：天恵技巧（デッドコピー）

聖女を守る家系に生まれた少女で軍立聖エイプリル学園の聖女騎士団長候補でもある。
聖女候補として申し分ない計測値と能力を持っている。なお、騎士としては巨大な剣を持っているが見た者はいない。
エルアリア・アストレイア
声 - 木村あやか
- 能力：堕天神眼（エンジェルダスト）

フィアナの妹。幼い頃にフィアナを半殺しにするという罪を犯し、学園の奥深くに封印されていたが、脱獄し葉月学園の周辺にいるとされている。
殺人願望を持っているが、大事な人を初体験にしようとしているので殺したことは無い。

#### 国立キサラギ魔道学園
サリー・霧宮(-・きりみや)
声 - Nonoka
- 能力：修正天使（アップデイト）・論理回路（ロジカルダッシュ）・鋼鉄乙女（アイアンメイデン）

研究熱心で常に無表情。天才とも言われている。3つのギフトを持っている唯一の人物である。その3つのギフトは前作にも出てきたが関連は不明。
修正天使は産まれた時から所持している先天的な能力で、論理回路と鋼鉄乙女は後天的に得たものである。論理回路は突然、鋼鉄乙女は研究の末、薬物使用により使えるようになった。
オフィーリア・ランカスター
声 - 佐藤しずく
- 能力：無貌百相（ワン・リミテッド）

サリーのクラスメイト。サリーをライバル視しているが勝てた覚えは無い。
高い計測値を持っているが、それだけではサリーには勝てないと自覚しているため、別の能力を身に付ける研究をしている。
HHGのランカスター家との関連性は不明。

#### サブキャラクター（女神の終焉）
西九条 真之介（にしくじょう しんのすけ）
声 - 髭内悪太
- 能力：一騎当千（アブソリュートブレイバー）

HHGの同名キャラとの関連性は不明。こちらの方は若く、ギフト持ちである。
久司郎は何故か大人の真之介に会ったような気がしたと感じている。
零月（れいげつ）
声 - 不明
- 能力：高速思考（ハイパーハイスピード）

久司郎を世界破壊者とみなして命を狙う謎の人物。

### スタッフ（女神の終焉）
- キャラクターデザイン・原画 - ミヤスリサ、桜沢いづみ、ななせめるち
- シナリオ - サイトウケンジ、三日堂、深山ユーキ
- サウンド - 羽鳥風画

### 主題歌（女神の終焉）
オープニングテーマ「Rollin' Lonely」
作詞 - RUCCA / 作曲・編曲：菊田大介（Elements Garden） / 歌 - μ
エンディングテーマ「My Love Story」
作詞 - RUCCA / 作曲・編曲 - 岩橋星実（Elements Garden） / 歌 - 新田恵海
エンディングテーマ「風のように、空のように。」
作詞 - RUCCA / 作曲・編曲 - 藤田淳平（Elements Garden） / 歌 - 明智光理（澤田なつ）

### 受容（女神の終焉）
Getchu.comの美少女ゲーム大賞2013では、いずれの部門でも圏外だった。
複数の部門では本作を評価する声がユーザーから寄せられた一方、ムービー部門では「前作に負ける」とする声もあった。

## 能力（ギフト）
高速思考（ハイパーハイスピード / Hyper High-Speed）
久司朗が努力の末に入れた技術。
高速で思考することにより、擬似的に時間を停止させ無限の思考時間を手に入れた状態となる。久司朗は日常的に活用しており、これのおかげで試験で高成績を維持している。
高速思考に高速思考を重ねることでさらに膨大な情報を処理することもできるが、脳の負荷が大きくなるという欠点がある。
高速思考（ハイパーハイスピード）
久司朗がサバイバル選挙の中で手に入れた『本当の』能力。技術から能力へ進化した。
思考する本質は変わらないが、発動中は時間の流れが何倍も遅く感じてしまい、孤独を感じる人が多くそれに精神が耐えきれずに死んでしまう人間が多かったと悪魔図書館に記録されている。久司朗はコントロールする事に慣れていなかったためメフィストにコンタクトを貰い抑え込んでいる。
光速思考（ハイパーハイスピード）
久司朗が全ての可能性を体験し、聖女ノアと組むことで目覚めるはずだった能力。久司朗の真の可能性。
高速思考と本質は変わらないが、本来の本質は「無限の可能性」。全ての可能性を思考し未来を引き寄せるための能力。
光速思考の守護者（ハイパーハイスピードジーニアス / Hyper High-Speed Genius）
聖女ノアと組むことでなるはずだった可能性の一つ。時間航行と組み合わせることで「無限の可能性」がある最善の世界を守護する者。
悪魔図書館（ウィッチライブラリー / Witch Library）
本来の名前は『図書館』（ライブラリー）。異空間にある図書館。主は久司朗で、管理人はメフィスト。この二人のみが自由に出入りできる。
主にキーワードにより能力の検索を行う事が出来、過去、現在、未来、あらゆる並行世界の能力を記録している万能図書館。身につけている物程度なら持ち込むことが可能で、高速思考と同様時間経過は現実時間では一瞬。
ノアとリンクしており、ノアが眠りに付くと同時に使えなくなってしまう。
論理回路（ロジカルダッシュ / Logical Dash）
対人用未来予測能力。観察した結果からあらゆる可能性を予測できる。
相手の事をよく観察し思考する翠名に合った能力で、精度は高い。幼い頃は未来予知をよく行っていたため政府から目をつけられている。
メフィストが関わって以降の久司朗については、不確定要素が多く未来を読み取ることができない。
アナも使用していたがいつ翠名の元に戻ったかは不明。サリーも使用できるが翠名程の性能を持つかは不明。
天目反射（サードアイ / Third Eye）
危険が迫ると無意識のうちに体が反応し避けてしまう能力。
本人の意思とは関係なく発動してしまうため、スキンシップが取れないと本人評。しかし、「自分に向かってくる危険」にしか反応せず、自分から危険に向かってしまった場合には対応できない。
攻撃の手数や速度に関係なく避けることができるため、あらゆる攻撃者にとって天敵ともいえる能力。
アナが使用したときも避けることはできていたが『友達』と称するほどに関わってきた夢子には『何が嫌なのか怖いのか。何を避けるのか』が分かっていたためあっさり取り返すことができた。
拒絶観測（キャットボックス / Cat Box）
読書中に完全に存在を認識されなくする能力。能力の使用中にできることは「本を読むこと」と「移動すること」のみ。
目の前で消えても気配が分からず、アイリスでさえ舌を巻き、姫乃と京香が強く警戒するほど。その優秀さから悪用しよう大人もいる。
水無月学園シナリオでは大量の本を持参し相手の陣営に乗り込む優秀さを見せた。
アナは逃げるために使用したが本質は『見守る』事のため詩子の元に戻った。
修正天使（アップデイト / Update）
傷ついたあらゆるものを「修復」する能力。
使用すると自身を犠牲にしてしまう能力のためアイリスとカエデからは強く使用を反対されている。暴走時は光に触れた人間の心の傷まで「修復」してしまい、相手を穏やかな眠りへと誘う。
サリーも使用できるがこちらの方は一切の代償が無い。
実行不能（エラーコード / Error code）
相手の五感を一時的に狂わせる能力。
どの感覚を狂わせるかはアイリスの意思で決めることができ、相手に恐怖を与え排除するために使える。発動条件は対象相手に何か衝撃を与えることで、アイリスの場合は含み針を用いる。
本来は、誰かまわず能力を振るうサクラの視覚や聴覚をシャットアウトして濫用を防ぐために望んだ能力。
アナには上記のように愛情を持ったギフトであることに気づかなったためアイリスの元に戻った
日輪庭園（ヘリオスガーデン / Helios Garden）
相手の心に咲く花や色を把握する能力。
相手のその日のコンディションや考えを図るのに便利。カエデはこれにより相手に出すお茶の温度を変える徹底ぶり。発動条件は対象と何回か言葉を交わすこと。
一時アナに奪われたが、アナでは心の花の状態から相手の様子を読み解くことができないため能力を生かせず、そのままカエデの元へと戻った。
鋼鉄乙女（アイアンメイデン / Iron Maiden）
自身を硬化させる能力。あらゆる攻撃、心理的攻撃も無効化してしまうと言われている。しかし、ガスや毒などは防ぐことが出来ない。
姫乃はカナヅチになる、愛には効かないと言っているが本当かは不明。一般人だった姫乃が久司朗同様努力の末に手に入れた能力。
アナは可能性の世界の姫乃から貰ったものを使用（最後の世界では能力化していない）。全ての攻撃を防いでいたがパトリシアの呼びかけに答えた唯我独尊により無効化された。
サリーも薬物により使用可能となっているが姫乃のとの違いは不明。
禁猟区域（インポッシブルゲート / Impossible Gate）
直線距離を10m移動することが出来る短距離転移能力。
直線上に遮蔽物等があればそこで止まってしまうため、降雨時や木の葉が舞う状況などでは十分な性能を発揮できない。京香は直線上の雨を一太刀で振り払うことで克服している。
京香はこの能力と共に短距離ではあるが縮地を使用し、能力か縮地かどちらを使用しているか分からなくするという戦闘スタイルを取る。
アナは禁猟区域を使い離れたが縮地を使った京香にあっさり追い詰められた。直後に京香の元に戻った
唯我独尊（オンリーワンフラワー / Only One Flower）
発動地点から半径10mの能力を無効化する能力。
発動範囲に入ればどのような能力でも無効化し、そこで生まれた隙をついて京香と共に敵をせん滅するスタイルを取っている。本人の意思で敵味方を選定できる。
彼女の国で唯我独尊を疑似的に作り出す機械が生み出された。
アナは使用しておらずパトリシアの呼びかけに答えたのちパトリシアの元に戻った。
天火布武（テンマオウ / Hand ignition）
指を鳴らすことで点火させる事が出来る能力。
サバイバルや煙草の火付けには便利だが、本編では使用されなかった。しかし、威力を上げれば人を殺すことも可能な危険な能力。
本質はノアの生命の火を灯すこと。
遠隔把握（ロングスコープ / Long Scope）
サーモグラフィーのような探知能力。
熱源である人間の居場所を把握することができるが、個人を特定することはできない。ユリウスは学園全体は勿論久司朗らが暮らす街も把握することができると言うが、範囲を広げる分精度も落ちてしまう。
時間停止（エンドレスターン / Endless Turn）
久司朗が申請した嘘の能力。
名の通り時間を停止させる能力。危険な能力のため使用は控えている、というスタイルを取っている。
時間航行（ラグナロク / Ragnarok）
聖女アナの能力であるが聖女アナそのものであるメフィストの本来の能力でもある。ある一定の条件下で時間旅行ができる。
本編では久司朗が聖女に選んだ翠名、サクラ、姫乃との起こりうる確かな各未来を見せられた（翠名の未来予知よりも確かなもので9割の確率）。
過去に遡ることも可能。そうすると戻った時点以降の記憶は失われてしまい、記憶を持ち越すことはできない。
時間停止（クロノアルター）
撫子の能力。時間・次元に作用するレアな能力で数百年一人と言われている。
その名の通り、時間停止に近い空間の凍結を行う「最高位能力（ハイクラスギフト）」。
明鏡止水（ミラーシェイド）
綾媛の能力でギフトを反射する能力。だが外に作用しないタイプの能力には効果が無い。
また、能力の作用を受けた物理的もの（能力の力を帯びた針など）も反射する事ができる。
アクティブ系のカウンター型能力。
天恵技巧（デッドコピー）
フィアナの能力。一瞬だけギフトをコピーし使用できる能力。
効果も一瞬で、本来の使用者よりも精密に扱う事は出来ないなど欠点も多い。
アクティブ系のカウンター型能力。また、本質は「コピー」ではなく「吸収」。
堕天神眼（エンジェルダスト）
エルアリアの能力で目があった対象の思考と自分の思考を合わせるギフト。
このギフトを持つものは聖女になるか抹殺されるかのどちらかと言われている。
「最高位能力（ハイクラスギフト）」の一つ。
無貌百相（ワン・リミテッド）
オフィーリアの能力で、相手の意識に干渉し、自らの姿を誤認させる。このため、撮影すれば簡単に見抜ける。
一騎当千（アブソリュートブレイバー）
女神の終焉に出てくる方の真之介の能力で、人体が出来る最高の動きを可能とするギフトである。肉体だけでなく、互換も強化される。
真之介自身はいずれ自力でこの能力に追いつく事を目標としている。